# Keston Julien
Keston Anthony Julien (Puerto España, Trinidad y Tobago, 26 de octubre de 1998) es un futbolista trinitense que juega en la posición de defensor y se encuentra sin equipo tras rescindir su contrato con el F. C. Sheriff Tiraspol.

## Selección nacional
Ha sido internacional con la selección de fútbol de Trinidad y Tobago en 12 ocasiones.

## Clubes
| Club                    | País              | Año       |
| ----------------------- | ----------------- | --------- |
| W Connection            | Trinidad y Tobago | 2016      |
| San Juan Jabloteh F. C. | Trinidad y Tobago | 2016-2017 |
| F. K. A. S. Trenčín     | Eslovaquia        | 2017-2020 |
| F. C. Sheriff Tiraspol  | Moldavia          | 2020-2023 |

## Palmarés

### Títulos nacionales
| Título                        | Club                   | País     | Año  |
| ----------------------------- | ---------------------- | -------- | ---- |
| División Nacional de Moldavia | F. C. Sheriff Tiraspol | Moldavia | 2021 |
| División Nacional de Moldavia | F. C. Sheriff Tiraspol | Moldavia | 2022 |
| Copa de Moldavia              | F. C. Sheriff Tiraspol | Moldavia | 2022 |